# Tradiční liturgie
Tradiční liturgie je termín užívaný v rámci římskokatolické církve. Označuje tradiční formy liturgie nestižené liturgickou reformou po druhém vatikánském koncilu. 
V českých zemích se z nich lze pravidelně setkat s tridentskou mší a dominikánským ritem, existují však i další, např. v Itálii je možno se setkat s ambrosiánským ritem (který ale na rozdíl od dominikánského ritu má svoji modernizovanou formu, takže pod pojem tradiční liturgie patří jen malá část liturgií podle něj vysluhovaných).